# القتل بالمرايا
القتل بالمرايا (بالإنجليزية: Murder with Mirrors) هو فيلم تلفزيوني لعام 1985 يستند على رواية غموض وتحقيق للكاتبة أجاثا كريستي، خداع المرايا وقد لعبَت هيلين هايز دور الآنسة ماربل. الفيلم أيضًا يضم العديد النجوم مثل جون ميلز، وتيم روث، وليو مكيرن ودوروثي توتين. وقد تم أيضًا الاستناد على هذه الرواية مرتين المرة الأولى مع جوان هيكسون وثم مع جوليا ماكنزي لماربل أغاثا كريستي. كل منهما استخدما عنوان الرواية الأصلي.

## روابط خارجية
- القتل بالمرايا على موقع IMDb (الإنجليزية)
- القتل بالمرايا على موقع روتن توميتوز (الإنجليزية)
- القتل بالمرايا على موقع قاعدة بيانات الأفلام العربية
- القتل بالمرايا على موقع ألو سيني (الفرنسية)
- القتل بالمرايا على موقع Turner Classic Movies (الإنجليزية)
- القتل بالمرايا على موقع أول موفي (الإنجليزية)
- القتل بالمرايا على موقع فيلمافينيتي (الإسبانية)
- القتل بالمرايا على موقع قاعدة بيانات الفيلم (الإنجليزية)
- القتل بالمرايا على موقع ليتربوكسد (الإنجليزية)
- القتل بالمرايا على موقع كينوبويسك (الروسية)